# Biserica evanghelică din Chiraleș

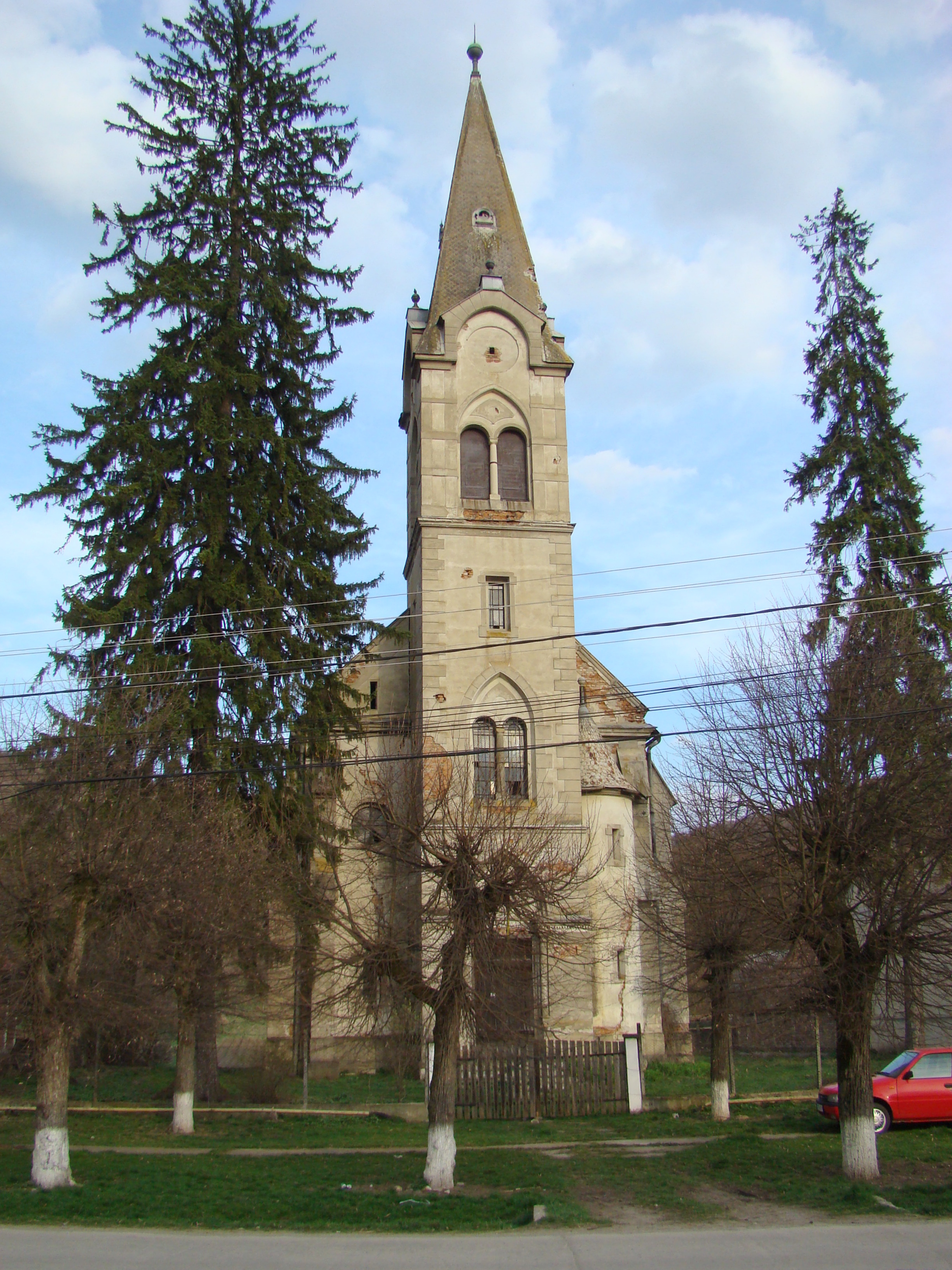
Biserica evanghelică din Chiraleș, comuna Lechința, județul Bistrița-Năsăud, foto: martie 2014.

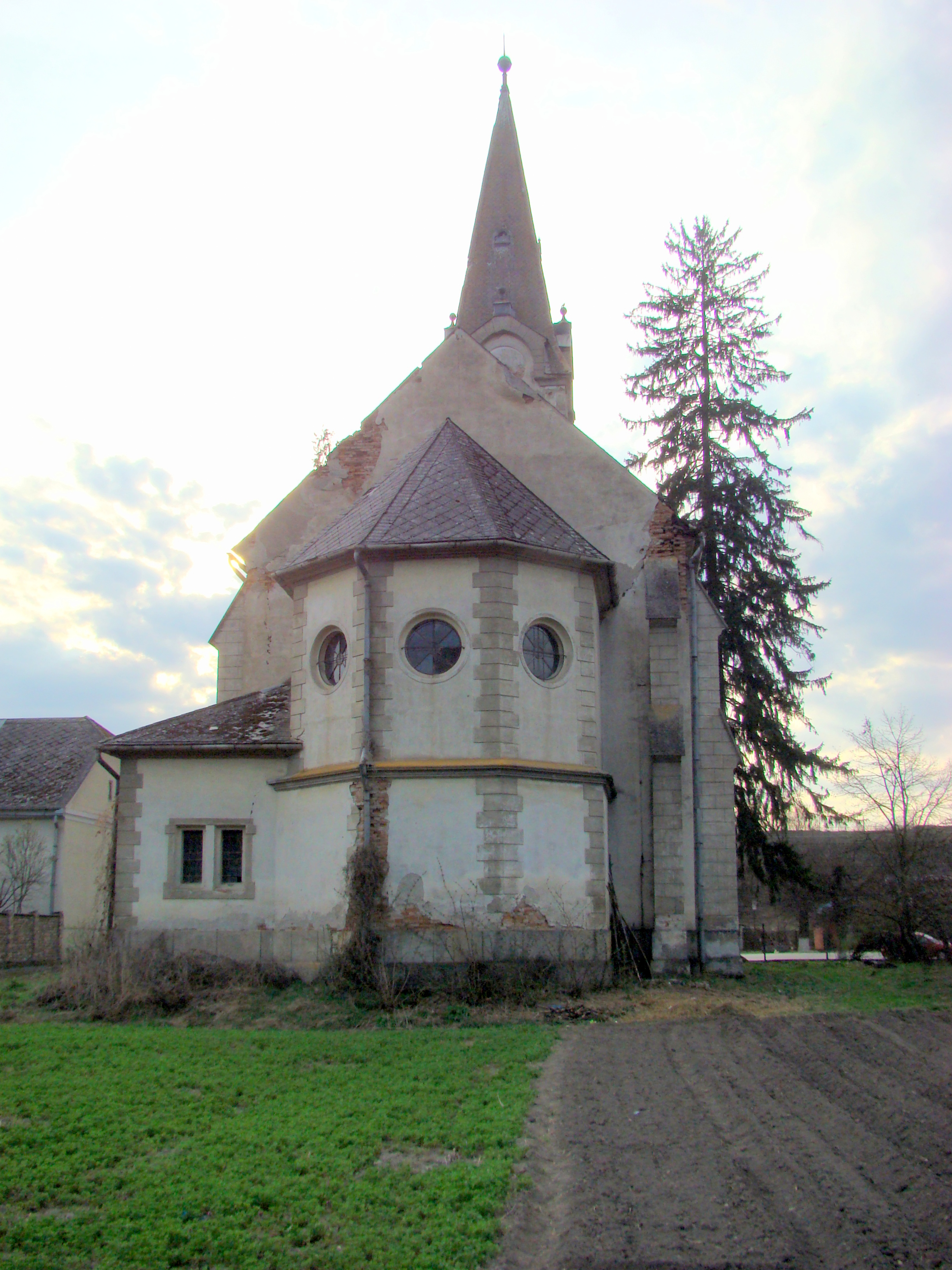
Biserica (est)

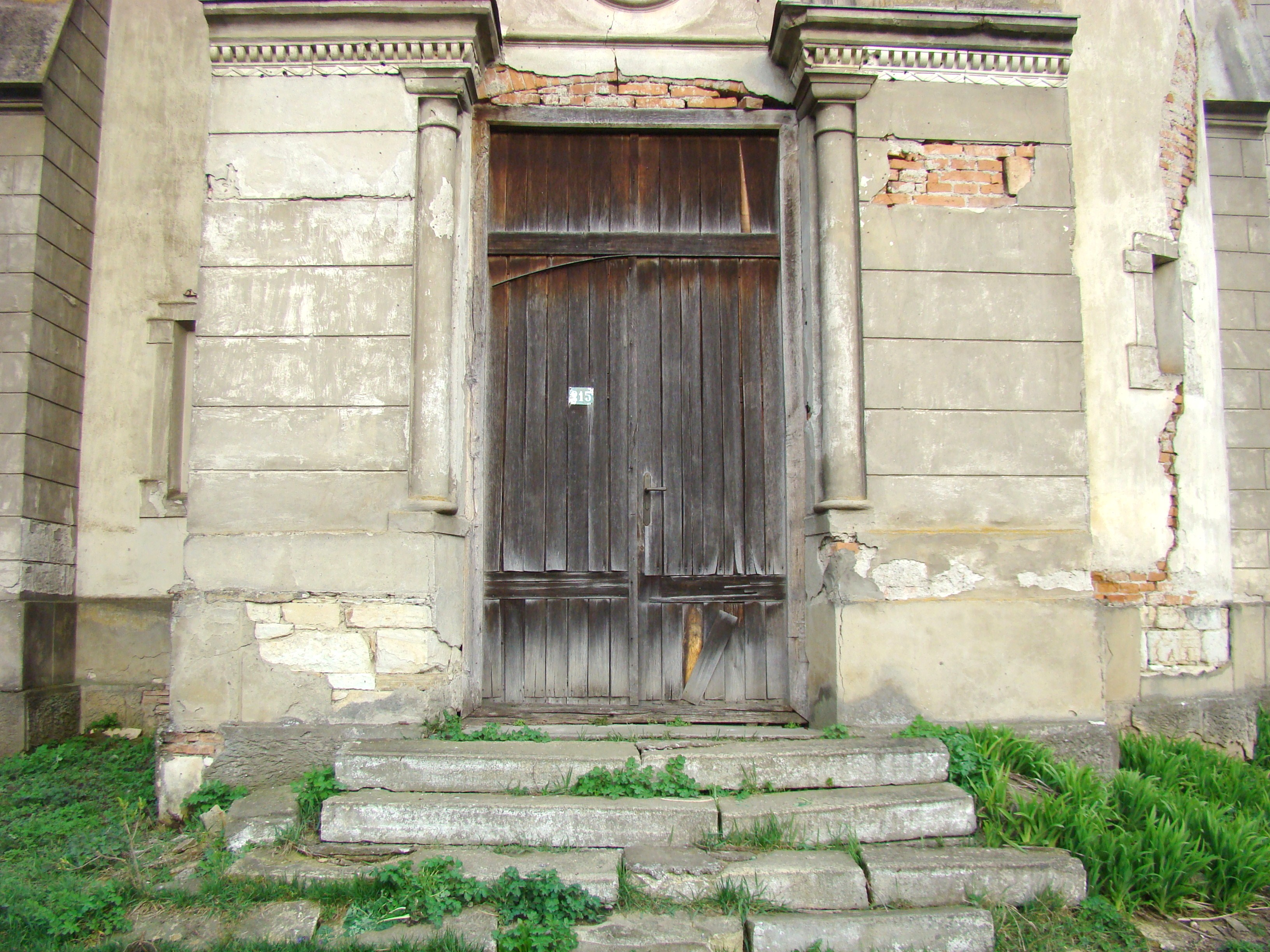
Portalul intrării încadrat între două colonete

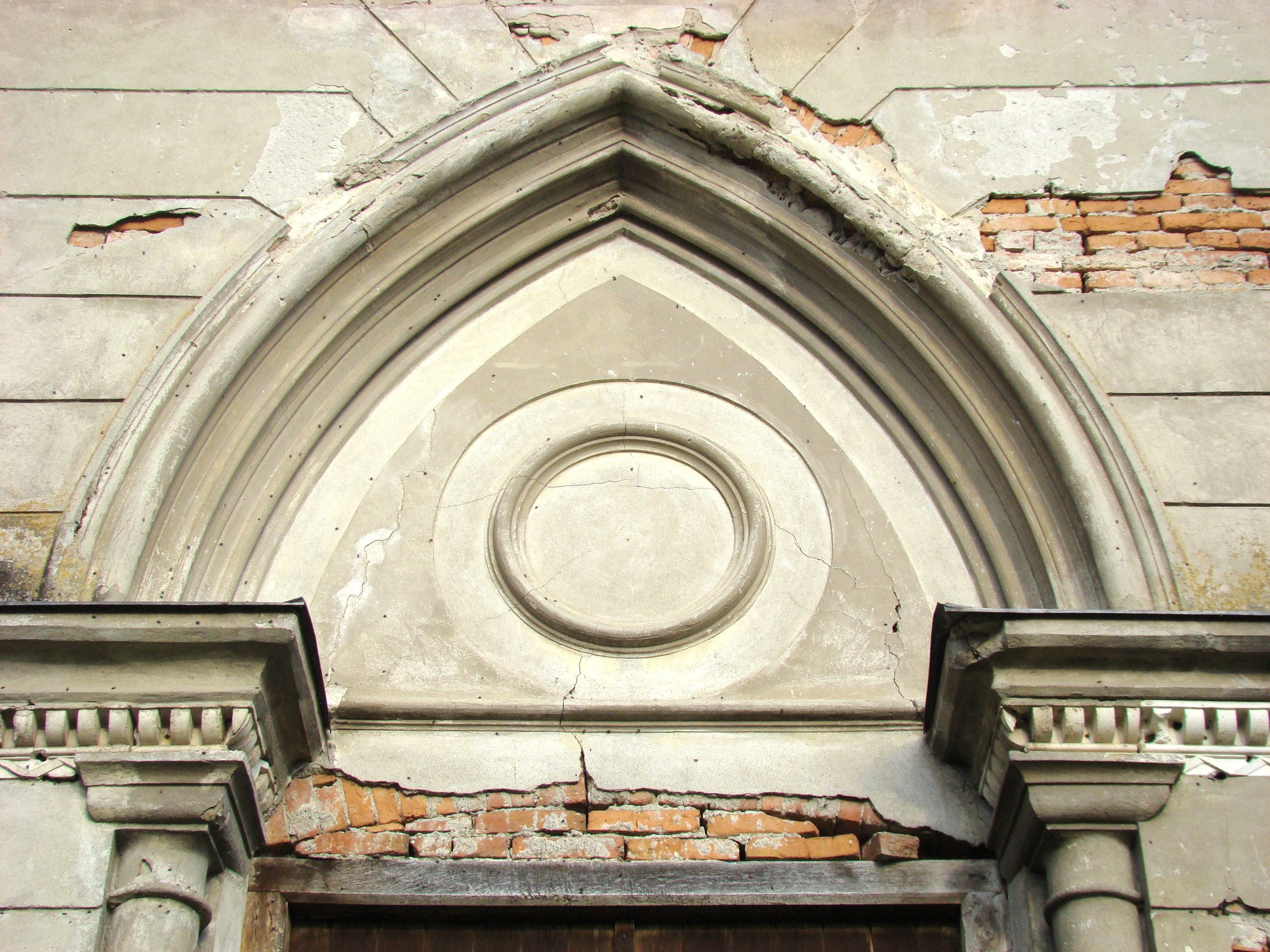
Timpanul portalului în arc frânt

Biserica evanghelică din Chiraleș, comuna Lechința, județul Bistrița-Năsăud, a fost ridicată între anii 1907-1908. Figurează pe lista monumentelor istorice 2015, cod LMI BN-II-m-B-01629.

## Localitatea
Chiraleș, mai demult Chiralești (în dialectul săsesc Kirjeles, în germană Kirileis, Kirieleis, Kiriales, în maghiară Kerlés) este un sat în comuna Lechința din județul Bistrița-Năsăud, Transilvania, România. Satul este atestat în documente pentru prima dată în anii 1332–37, când parohul Albert al satului Kyrelis a plătit 2 parale ca dijma papală.

## Biserica
Biserica medievală a fost o biserică-sală mică, cu plan rectangular, fără turn, acoperită cu șindrilă. Portalul de vest simplu, în stil romanic se asemăna cu portalul bisericii din Herina, respectiv cu cel al bisericii din Șieu-Măgheruș și cel al bisericii din Lechința.
În anul 1889 comunitatea evanghelică a hotărât construirea unei noi biserici, cea veche fiind în pragul prăbușirii. În 1906 comunitatea evanghelică a cumpărat terenul actual din „Ulița sașilor”, iar proiectul bisericii a fost realizat de arhitectul bistrițean Rudolf Adleff. Biserica medievală a fost demolată și materialul rezultat a fost refolosit la construcția noii biserici. Noul lăcaș de cult a fost construit de antreprenorul Michael Huss din Bistrița între 31 mai 1907 și 27 mai 1908, cheltuielile fiind de 27.443 coroane.
Biserica se situează în mijlocul localității, lângă strada principală a satului, cu fațada vestică perpendiculară pe stradă. În dreapta bisericii se află casa parohială evanghelică.
Biserica-sală a fost concepută în stil neogotic, cu o navă de mari dimensiuni căreia i se alătură corul poligonal alungit. Sacristia e lipită de peretele sudic al corului, iar intrarea se face printr-un portal dreptunghiular care se află în peretele sudic al clădirii. Cea mai importantă piesă a mobilierului interior este altarul neogotic, proiectat și realizat de către Stefan Römischer din Wallendorf în anul 1909. Amvonul neogotic a fost proiectat în 1908 de Walter Schuster din Bistrița și a fost cioplit în lemn de Pál Délczeg. 
În turnul bisericii se află două clopote, care au fost turnate în 1908, respectiv 1926.
În 1944 comunitatea săsească a părăsit satul. În biserică nu se mai țin slujbe și clădirea se află într-o stare avansată de degradare.

## Imagini

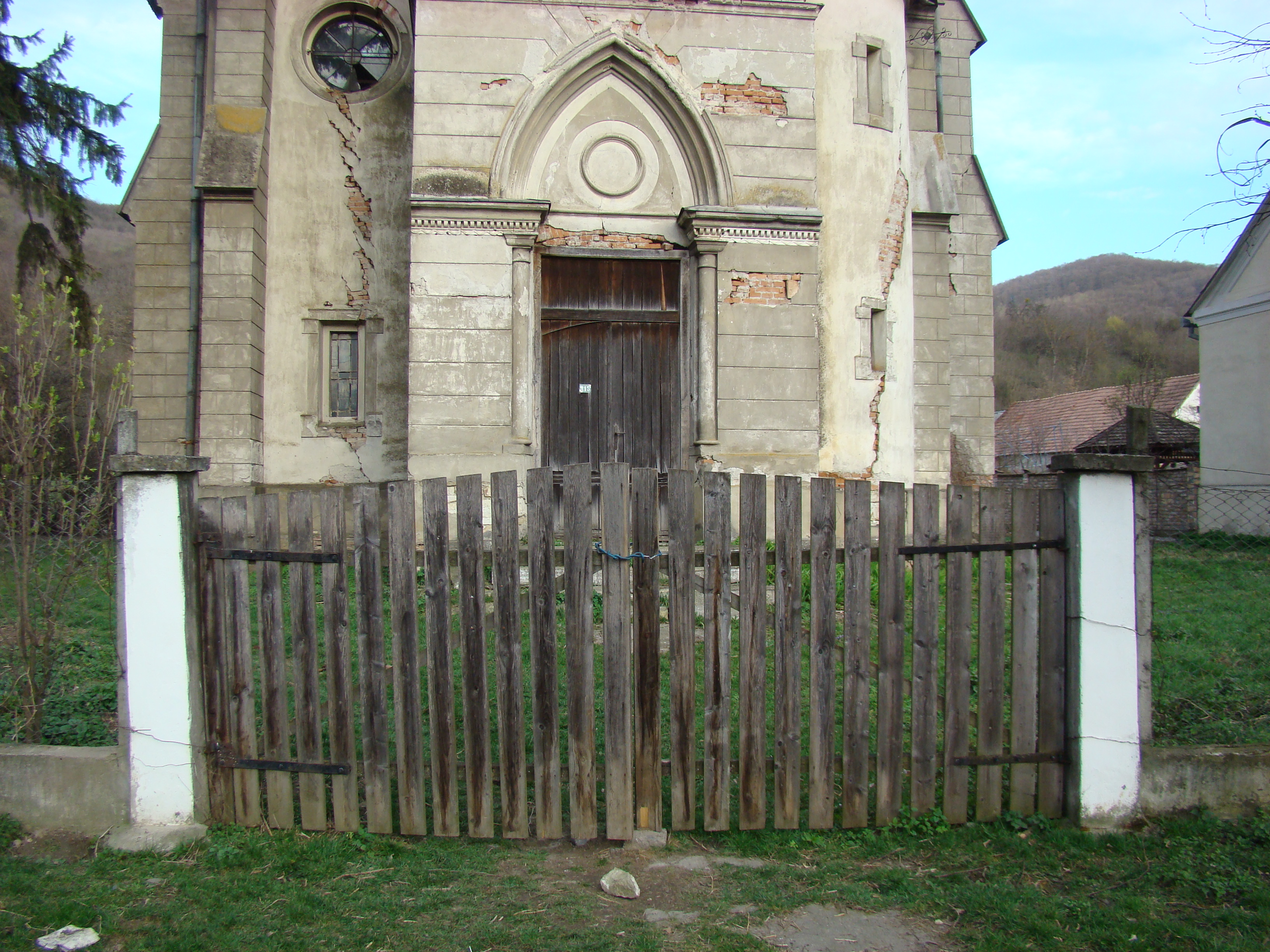
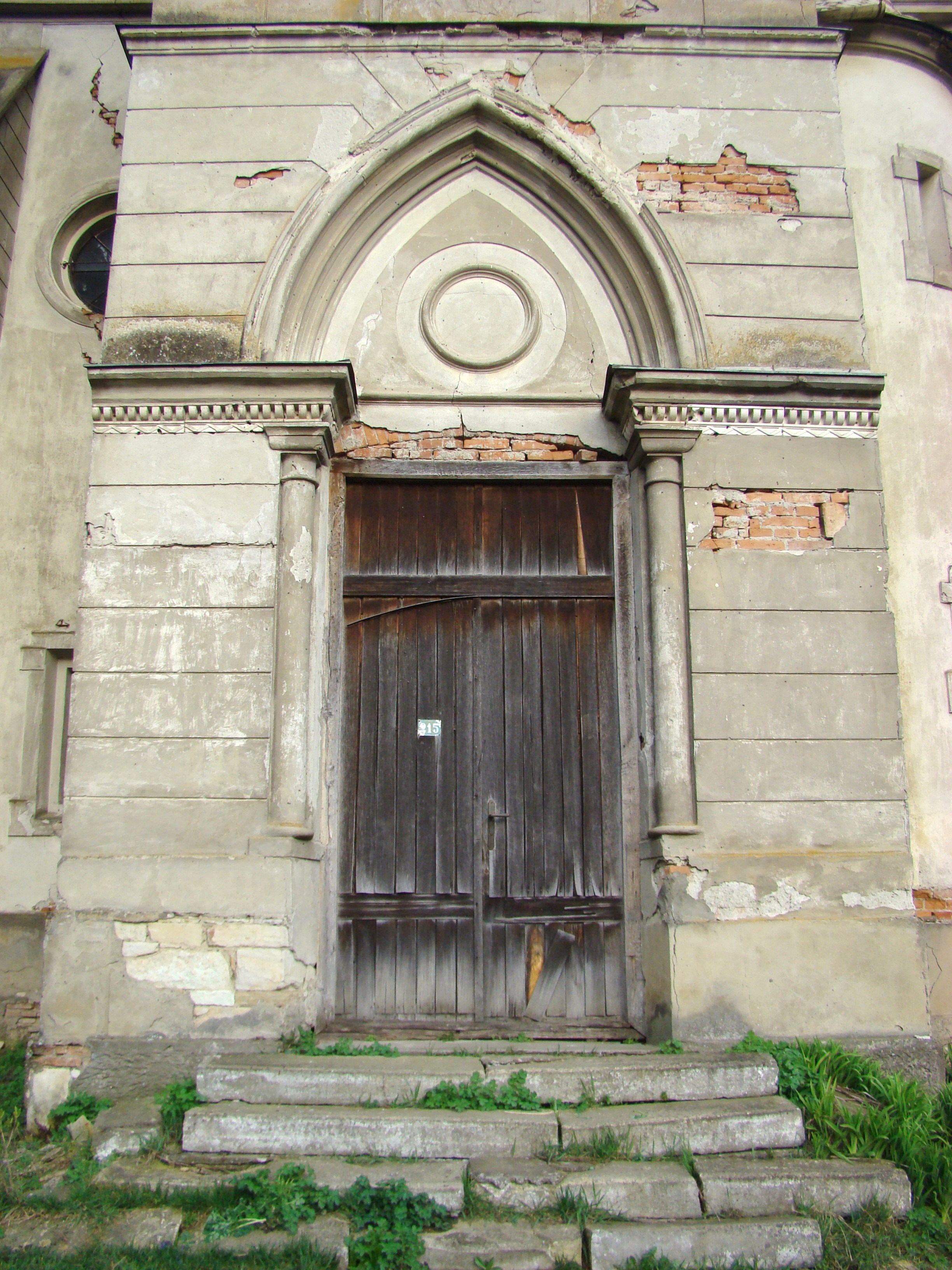
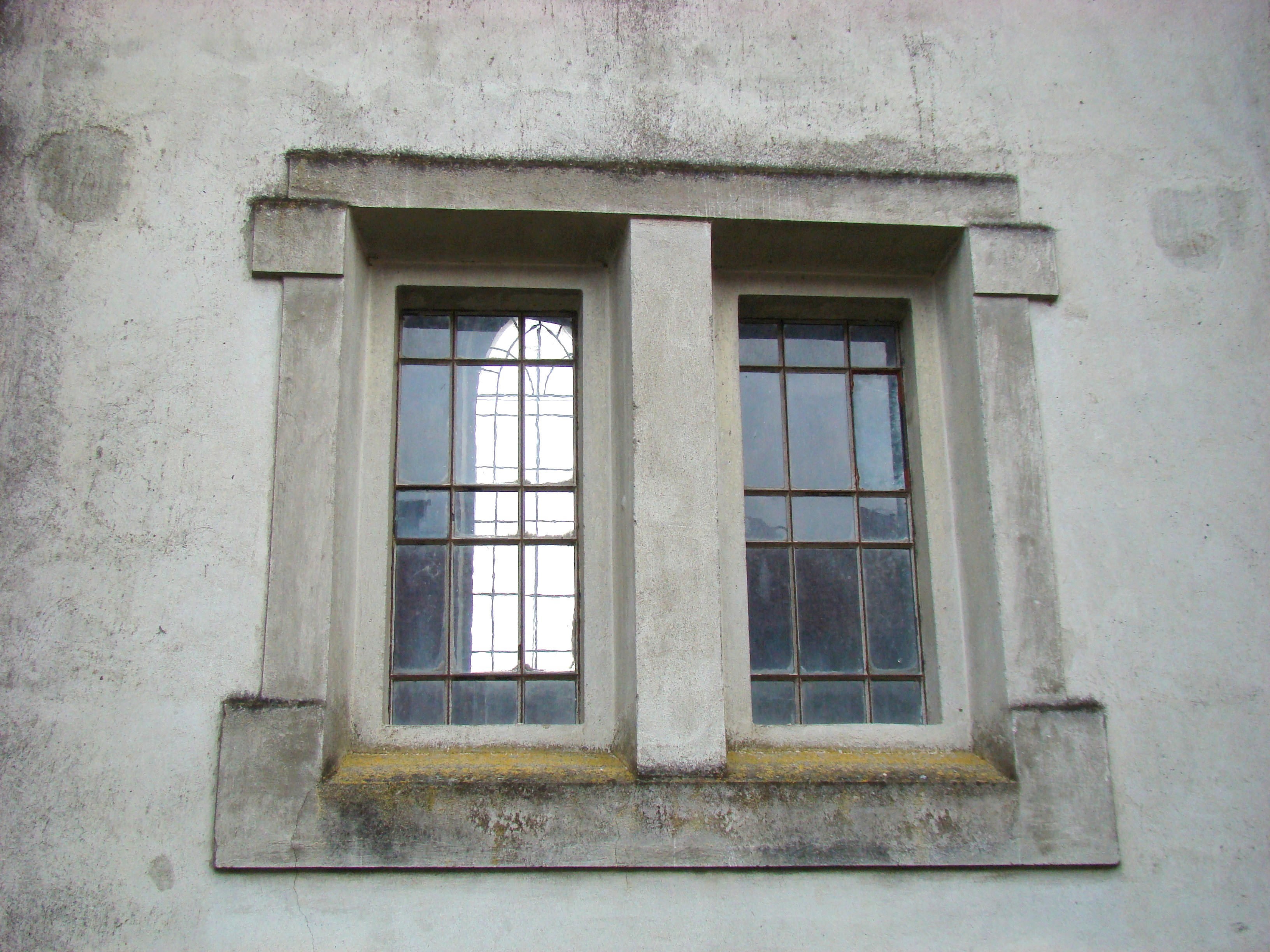
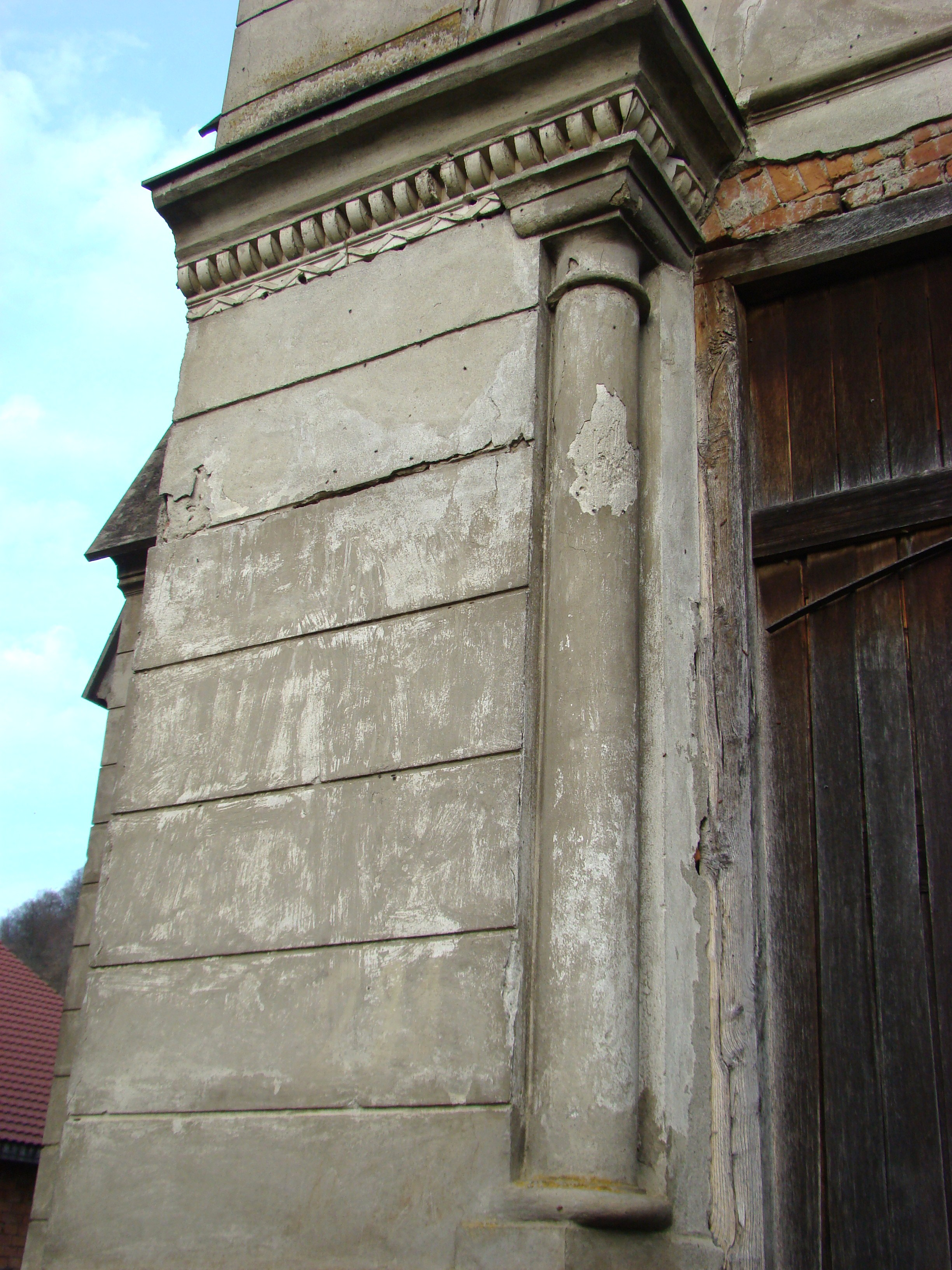
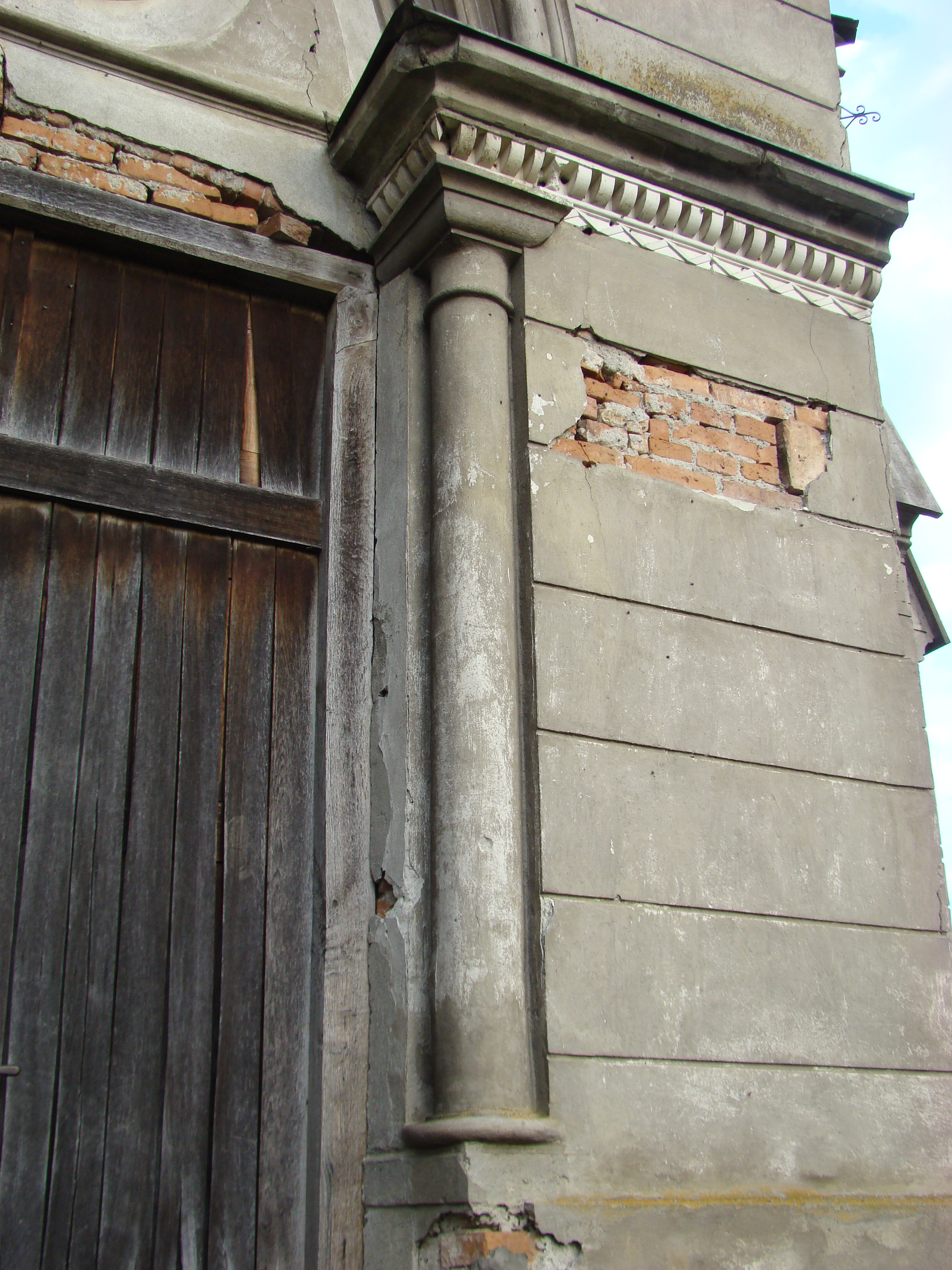
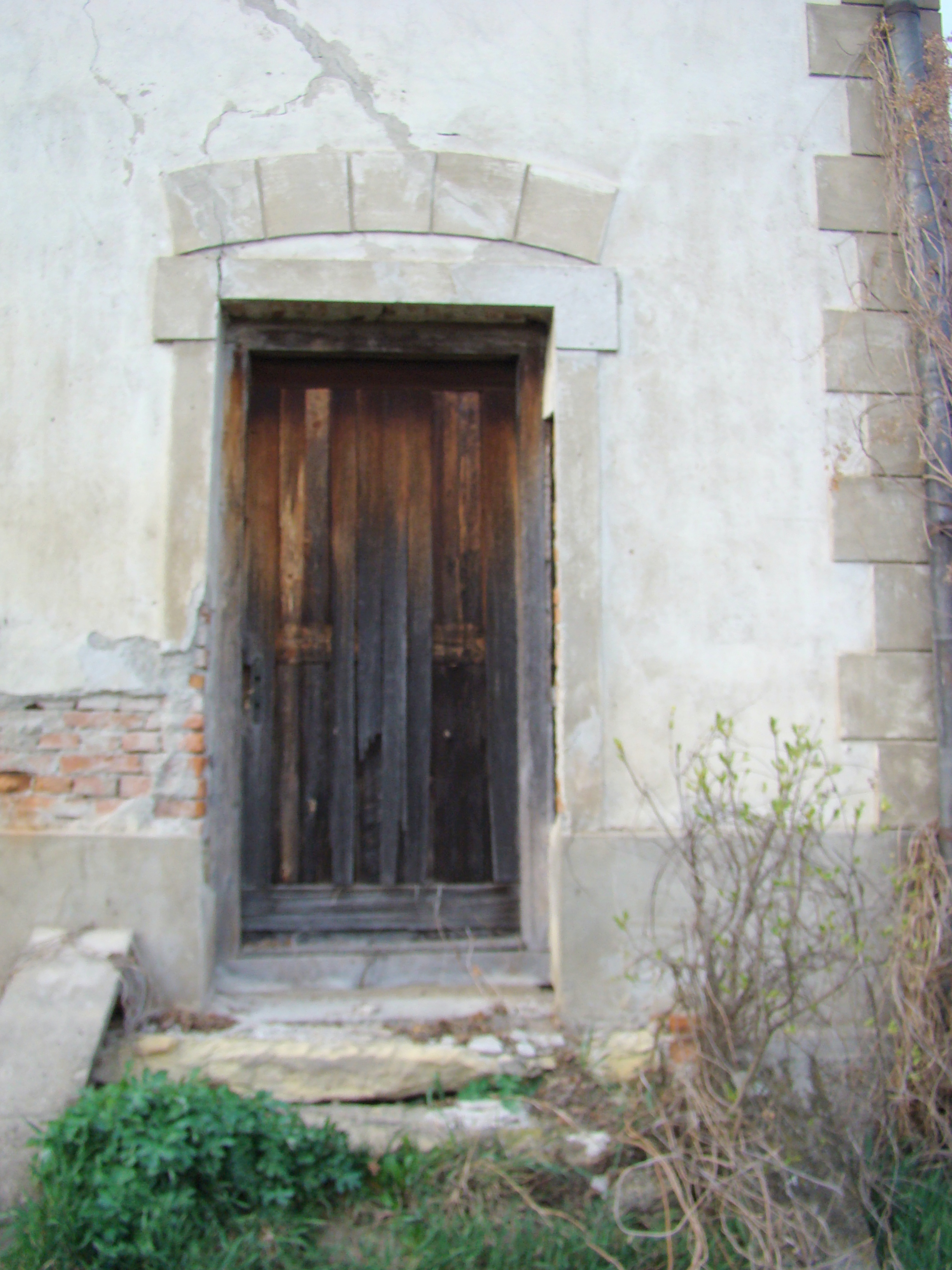
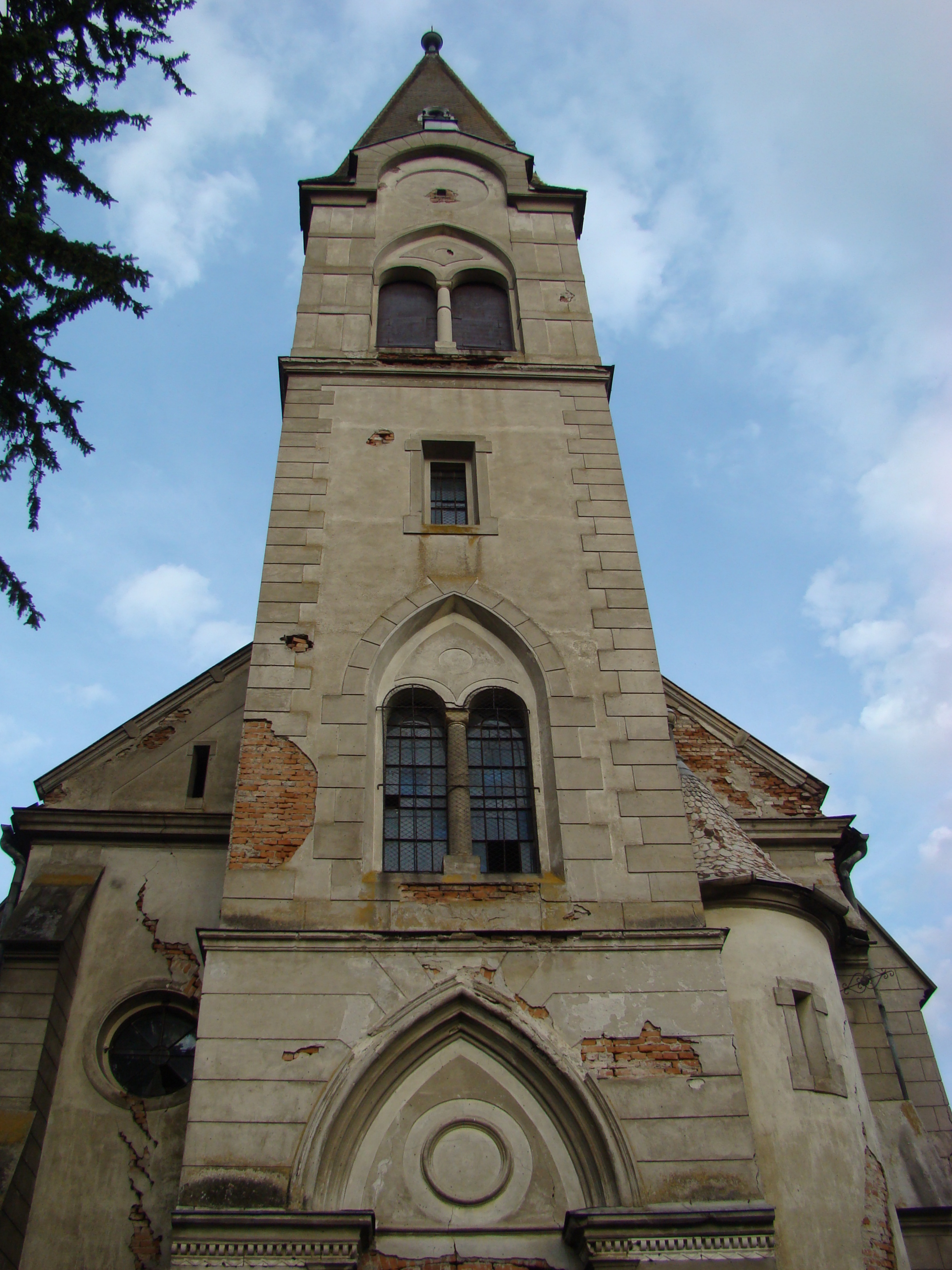
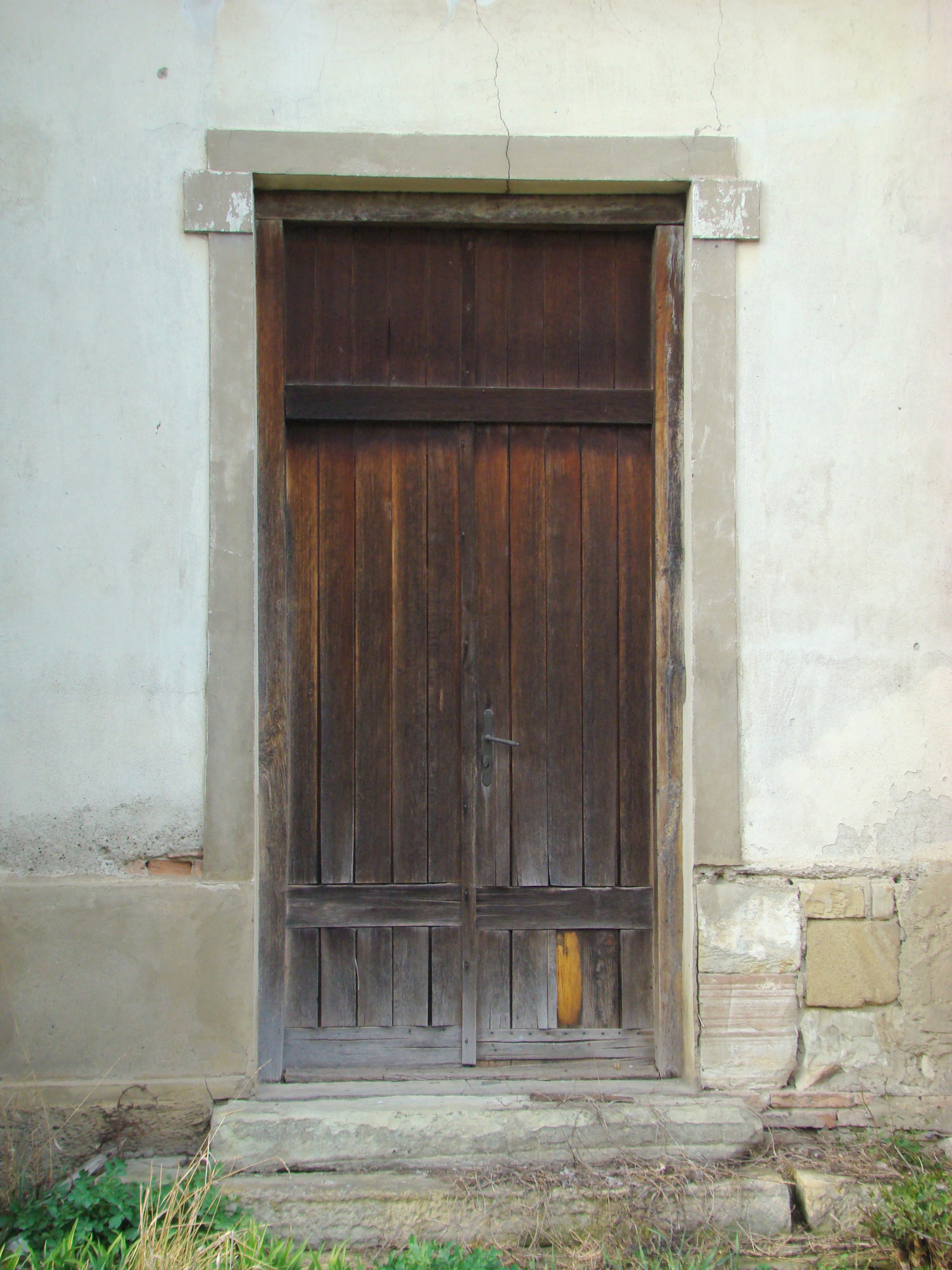
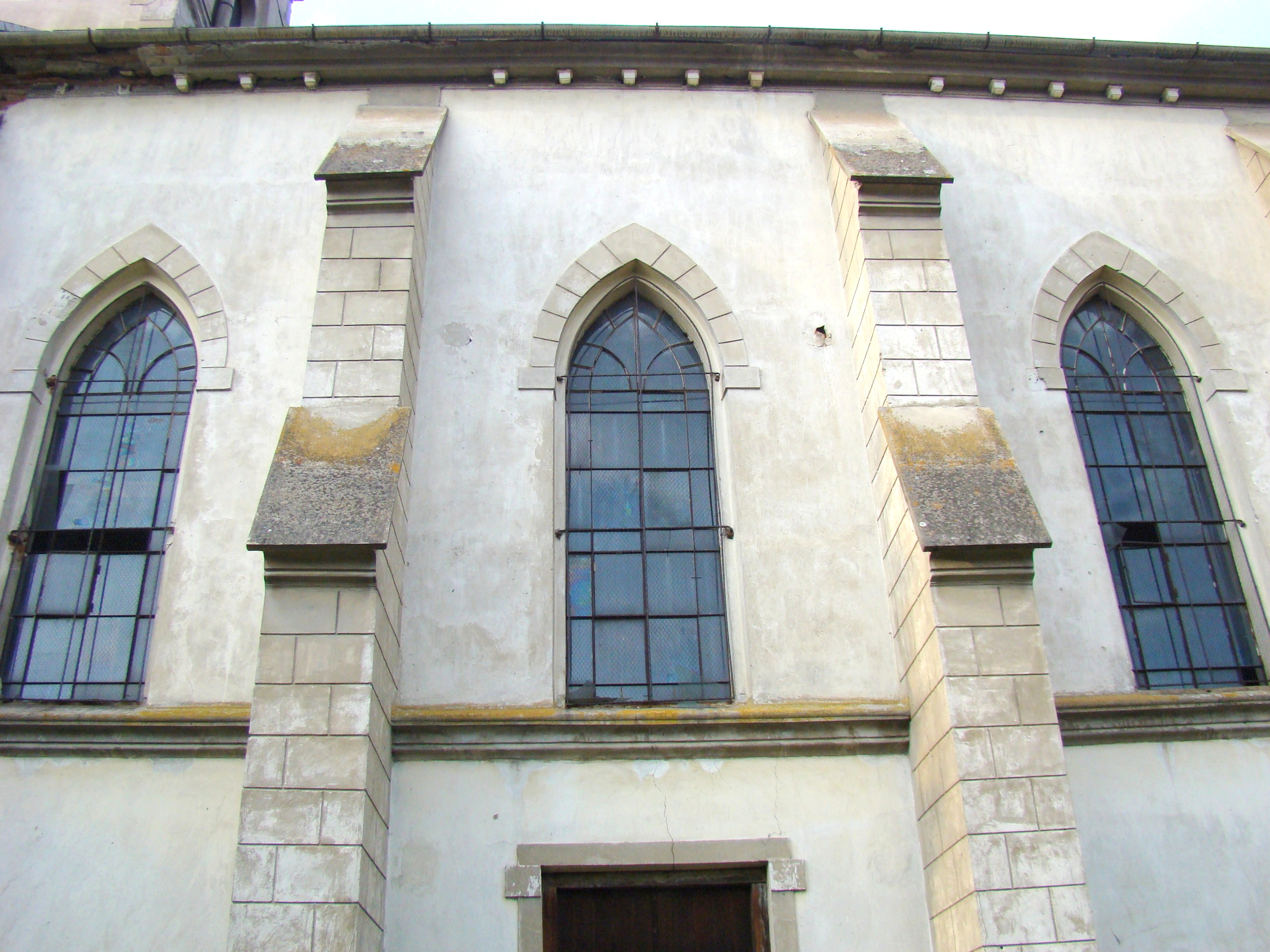
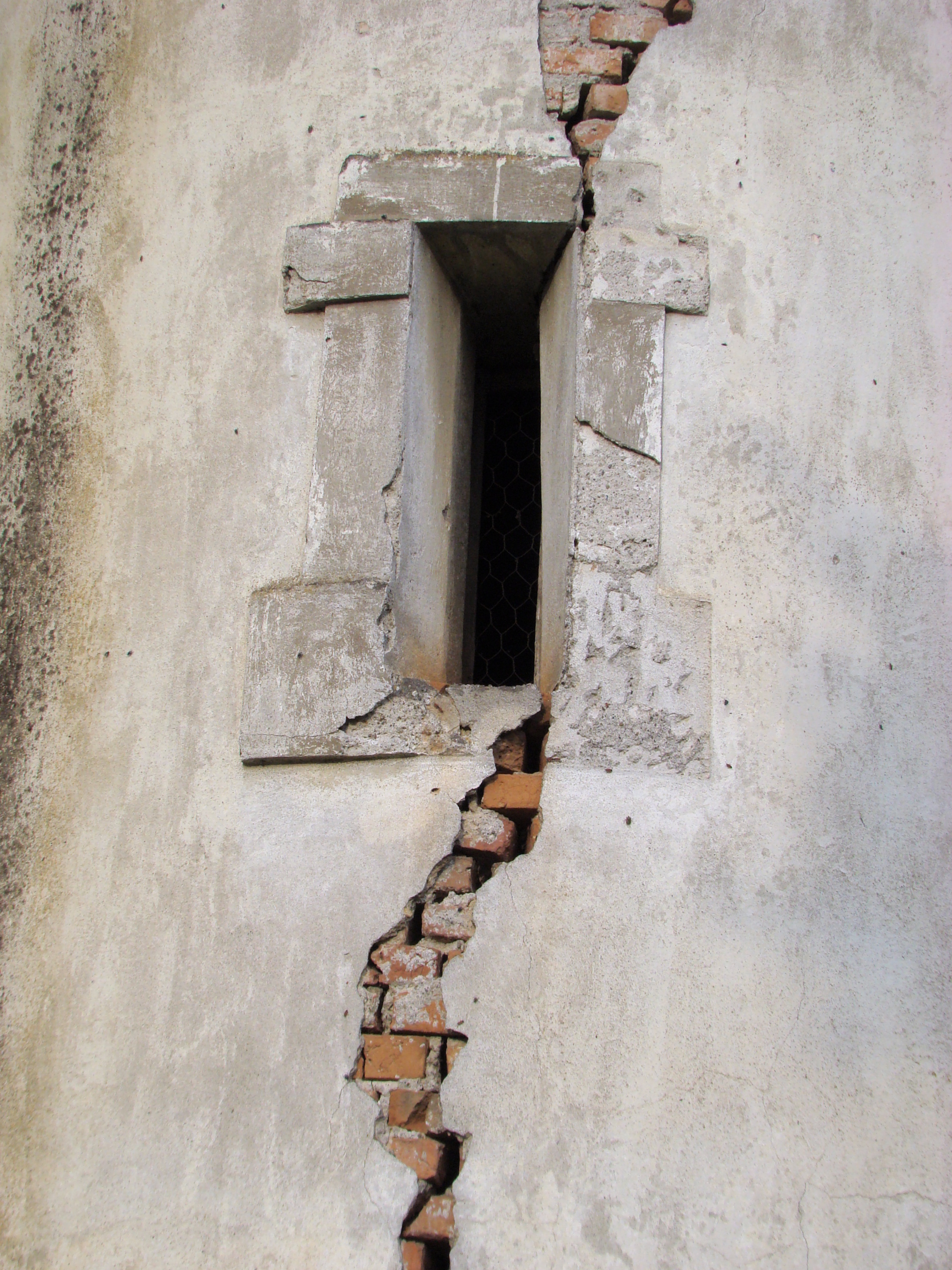
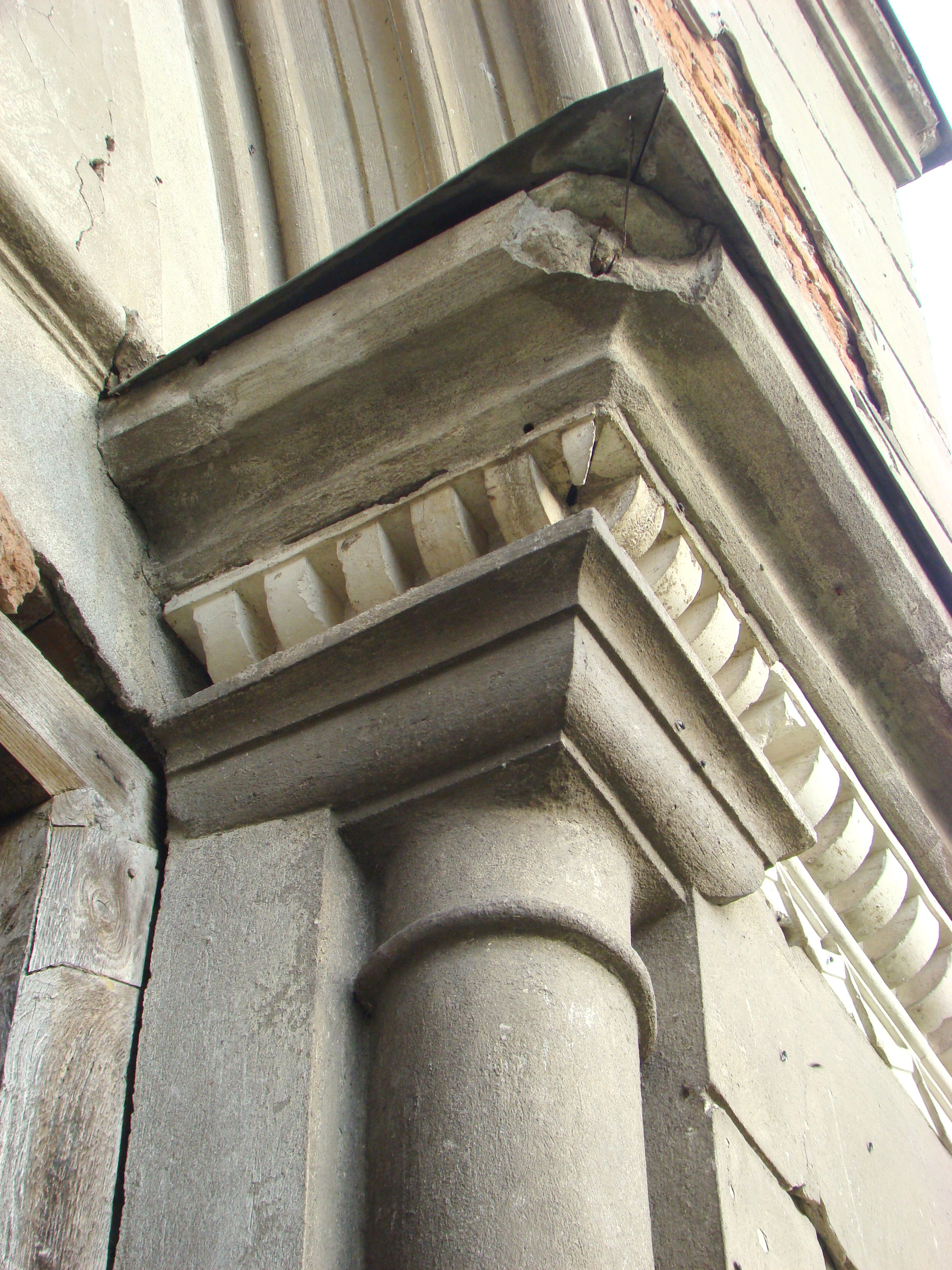
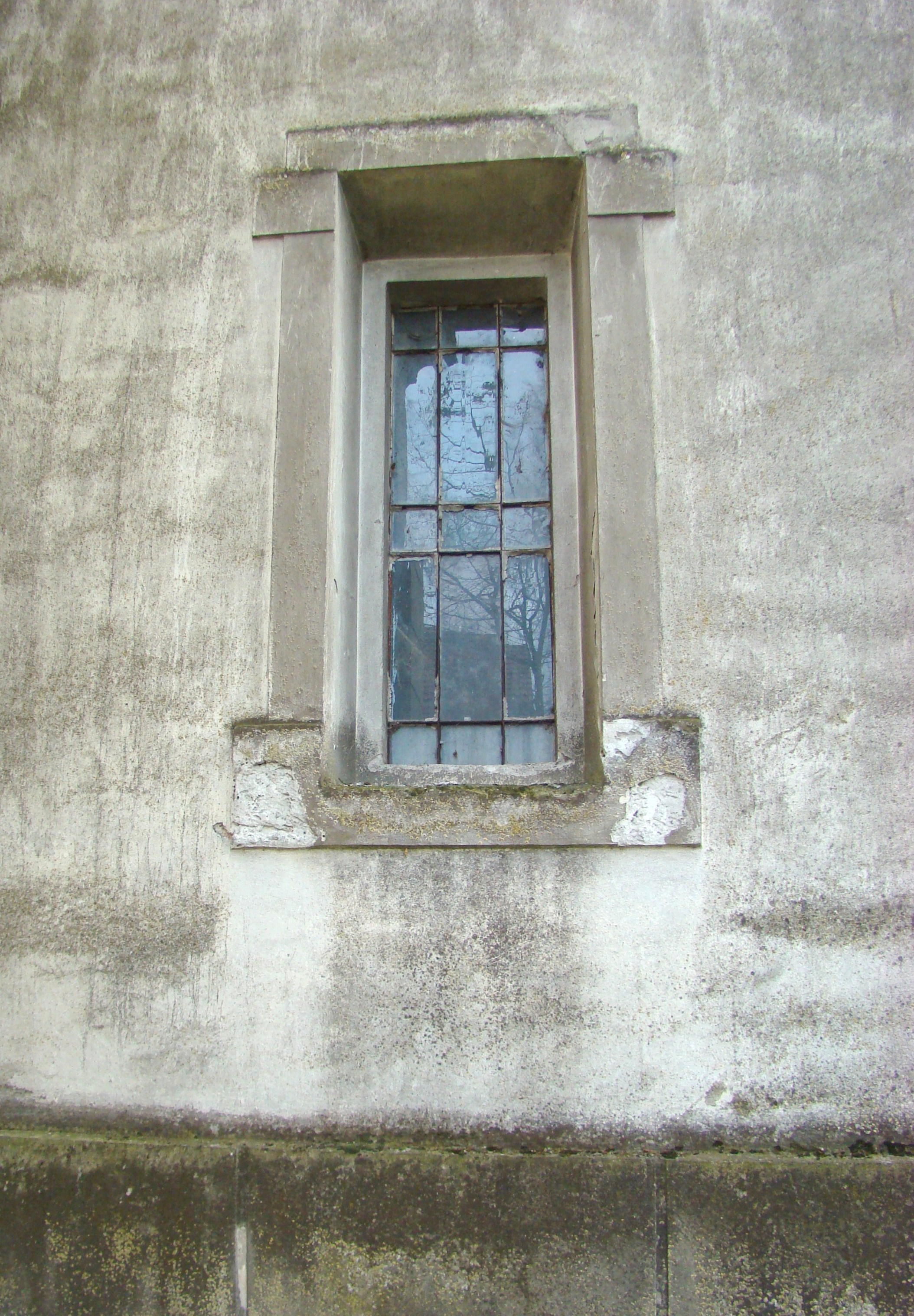